# Wladimir Idelewitsch Perel
Wladimir Idelewitsch Perel (russisch Владимир Иделевич Перель; * 24. August 1928 in Swerdlowsk; † 11. Oktober 2007 in St. Petersburg) war ein russischer Physiker und Hochschullehrer.

## Leben
Perels Vater Idel Abramowitsch Perel (* 1891) leitete eine Volksbildungseinrichtung und wurde 1937 während des Großen Terrors erschossen. Perels Mutter Dora Markowna Perel war Mathematik-Lehrerin. Perel studierte an der physikalischen Fakultät der Universität Leningrad (LGU) mit Abschluss 1950. Er war nach dem Urteil Wladimir Alexandrowitsch Focks einer der besten Absolventen, wurde aber wegen des Kampfes gegen den Kosmopolitismus als Schullehrer nach Petrosawodsk geschickt. Nach dem Tode Stalins 1953 wurde er zur Arbeit  an der Karelisch-Finnischen Staatlichen Kuusinen-Universität in Petrosawodsk zugelassen, an der er seine Kandidat-Dissertation zur Plasmaphysik anfertigte und dann bei Juri Moissejewitsch Kagan verteidigte.
1956 wurde Perel wissenschaftlicher Mitarbeiter einer Gruppe von Theoretischen Physikern unter der Leitung Lew Emmanuilowitsch Gurewitschs im Physikalisch-Technischen Instituts (FTI) der Akademie der Wissenschaften der UdSSR (AN-SSSR, seit 1991 Russische Akademie der Wissenschaften (RAN)) in Leningrad. In seinen frühen Arbeiten befasste sich Perel zusammen mit Oleg Konstantinow mit Helicon-Wellen (niederfrequente elektromagnetische Wellen) in Metallen, die sie 1960 vorhergesagt hatten, mit der Kohärenz der Atomzustände bei der Emission und Absorption von Licht in Gasen und mit der Polarisation des Lichts in Halbleitern. In den 1970er Jahren und in der ersten Hälfte der 1980er Jahre untersuchte Perel optische Prozesse und Transportvorgänge in Halbleitern bezüglich des Spin-Verhaltens, was dann zur Spintronik führte. Er entdeckte Rekombinationswellen in Halbleitern und entwickelte eine Theorie der strahlungslosen Rekombination. Zusammen mit Kollegen verfasste er dazu eine Monografie.
Neben seiner Forschungstätigkeit lehrte Perel an der Leningrader Moschaiski-Militäringenieurakademie und ab 1973 am Leningrader Elektrotechnik-Institut. Er war Doktor der physikalisch-mathematischen Wissenschaften und Professor. 1981 wurde er zum Korrespondierenden Mitglied der AN-SSSR gewählt. 1991 wurde Perel Hauptredakteur der russischen Zeitschrift Physik und Technik der Halbleiter. 2000 wurde er Vollmitglied der RAN.
Perel starb an einem Herzinfarkt. Perels Tochter Marija Wladimirowna ist Dozentin am Lehrstuhl für Höhere Mathematik und mathematische Physik der Universität St. Petersburg.

## Ehrungen, Preise
- Staatspreis der UdSSR (1976 als Mitglied einer Gruppe) für eine Reihe von Arbeiten zur Untersuchung neuer Phänomene im Zusammenhang mit der Spinorientierung in Halbleitern
- Joffe-Preis (1993 zusammen mit Michail Igorewitsch Djakonow und Igor Alexandrowitsch Merkulow) für eine Reihe von Arbeiten zur Theorie der Spinorientierung photo-angeregter Elektronen in Halbleiterkristallen und Heterostrukturen
- Orden der Ehre (1999)[9]